# This Is It (koncert Michaela Jacksona)
This Is It bila je planirana svjetska turneja od 50 koncerata američkog glazbenika Michaela Jacksona, koja se trebala održati u The O2 areni u Londonu, od srpnja 2009. do ožujka 2010. godine. Manje od tri tjedna prije nego što je trebao nastupiti na prvom koncertu (svi su rasprodani), Jackson je umro od srčanog aresta.
Jackson je 5. ožujka 2009. godine najavio turneju na konferenciji za novinare koja se održala u areni. Menadžerska grupa AEG Live koja je bila promotor koncerata, objavila je promotivni video koji je napravio veliki komercijalni uspjeh, postavivši rekord za britansku televizijsku kuću ITV. Pokazao se veliki interes za Jacksonovu prvu turneju nakon HIStory World Tour, koja je završila 1997. godine, dok su sami nastupi najavljivali jedan od najvažnijih glazbenih događaja u godini. Koncertima bi prisustvovalo više od milijun obožavatelja. Randy Phillips, predsjednik i izvršni direktor AEG Livea, izjavio je da bi od prvih 10 koncerata sam Jackson zaradio oko £50 milijuna eura. Prvo je bilo najavljeno 10 koncerata, međutim potražnja za ulaznicama je bila tolika da je na kraju dogovoreno 50 koncerata. Ulaznice su se prodale u rekordnom vremenu, a AEG Live je izjavio da ih je Jackson moga prodati još mnogo više. Jacksonu se također povećala i prodaja albuma od najave turneje.
Jackson se za turneju pripremao s vrlo istaknutim osobama kao što su Christian Audigier, Kenny Ortega i Lou Ferrigno. Prije Jacksonove smrti, "Allgood Entertainment" ga je planirao tužiti za 40 milijuna dolara, tvrdeći da je prekršio ugovor s njima.
Nakon Jacksonove smrti i nakon što je turneja otkazana, AEG Live je ponudio povrat novca za ulaznice, međutim brojni obožavatelji su ih ostavili kao suvenir. Odlukom suda Columbia Pictures je stekla pravo da od snimki koje su zabilježene tijekom probe napravi film. Columbiji Pictures je zajamčeno najmanje 60 milijuna dolara za prava. Dana 10. kolovoza 2009. godine L.A. sudac donio je odluku s kojom proizvodnja igranog filma može započeti.

## Otkazani datumi
| srpanj 2009. |
| ------------ |
| 13 srpanja   |
| 16. srpanja  |
| 18. srpanja  |
| 22. srpanja  |
| 24. srpanja  |
| 26. srpanja  |
| 28. srpanja  |
| 30. srpanja  |

| kolovoz 2009. |
| ------------- |
| 1. kolovoza   |
| 2. kolovoza   |
| 10. kolovoza  |
| 12. kolovoza  |
| 17. kolovoza  |
| 19. kolovoza  |
| 24. kolovoza  |
| 26. kolovoza  |
| 28. kolovoza  |
| 30. kolovoza  |

| rujan 2009. |
| ----------- |
| 1. rujna    |
| 3. rujna    |
| 6. rujna    |
| 8. rujna    |
| 10. rujna   |
| 21. rujna   |
| 23. rujna   |
| 27. rujna   |
| 29. rujna   |

| sijačanj 2010. |
| -------------- |
| 7. siječnja    |
| 9. siječnja    |
| 12. siječnja   |
| 14. siječnja   |
| 16. siječnja   |
| 18. siječnja   |
| 23. siječnja   |
| 25. siječnja   |
| 27. siječnja   |
| 29. siječnja   |

| veljača 2010. |
| ------------- |
| 1. veljače    |
| 3. veljače    |
| 8. veljače    |
| 10. veljače   |
| 12. veljače   |
| 16. veljače   |
| 18. veljače   |
| 20. veljače   |
| 22. veljače   |
| 24. veljače   |

| ožujak 2010. |
| ------------ |
| 1. ožujka    |
| 3. ožujka    |
| 6. ožujka    |

## Personal
- Direktor projekta: Michael Jackson, Kenny Ortega
- Glazbeni direktor: Michael Bearden
- Vokalni direktor: Dorian Holley
- Koreograf: Travis Payne
- Asistent koreografa: Stacy Walker, Tony Testa
- Plesni trener Michaela Jacksona: David Elsewhere[2]
- Izvršni producent: Alif Sankey
- Dizajner: Michael Cotten, Michael Curry
- Dizajn rasvjete: Patrick Woodroffe
- Casting direktor: Gregg Smith
- Frizer & Make Up: Karen Faye Heinze
- Kostimografija: Michael Bush
- Promotor: AEG Live

### Sastav
- Prvi vokal & Ples: Michael Jackson
- Klavijature: Michael Bearden, Morris Pleasure
- Prva gitara: Orianthi Panagaris
- Ritam gitara: Thomas Organ
- Bas gitara: Alfred Dunbar
- Udaraljke: Roger Bashiri Johnson
- Bubnjevi: Jonathan Moffett
- Prateći vokali: Judith Hill, Dorian Holley, Darryl Phinnesse, Ken Stacey
- Prateći plesači: Nicholas Bass, Daniel Celebre, Mekia Cox, Christopher Grant, Misha Hamilton, Shannon Holtzapffel, Devin Jamieson, Charles Klapow, Ricardo Reid, Danielle Rueda Watts, Tyne Stecklein, Timor Steffens

## Vanjske poveznice
- This Is It - Službene stranice
- Službene stranice za povrat ulaznica